# Le Point douloureux
Pour plus de détails, voir Fiche technique et Distribution.
Le Point douloureux est un film français réalisé par Marc Bourgeois et sorti en 1979.

## Fiche technique
- Titre : Le Point douloureux
- Réalisation : Marc Bourgeois, assisté de Patrick Dewolf
- Scénario : Éric Aerts et Marc Bourgeois
- Photographie : Yves Lafaye
- Musique : Denis Barbier
- Son : Harrick Maury
- Mixage : Antoine Bonfanti
- Montage : Dominique Auvray
- Production : Intra Film
- Pays de production :  France
- Durée : 102 minutes
- Date de sortie : France - 17 octobre 1979

## Distribution
- Jean-Luc Bideau : T.
- Victor Garrivier : B.
- Prudence Harrington : F.
- Alain Mottet : le directeur
- Brigitte Catillon : la femme de T.
- Étienne Chicot : l'homme essuie-glace
- Bernard Crombey : Fabre
- Xavier Saint-Macary : le serveur du restaurant
- Harald Maury